# Pascal Klemens
Pascal Klemens (Berlín, 23 de febrero de 2005) es un futbolista alemán. Puede jugar de defensa central y pivote, su equipo actual es el Hertha Berlín de la 2. Bundesliga, segunda categoría del fútbol de Alemania.

## Trayectoria
Fue formado en las divisiones juveniles del Hertha Berlín y escaló en las diferentes categorías.
Una fecha antes de concluir la 1. Bundesliga 2022-23 su equipo descendió de categoría.
Debutó como profesional el 27 de mayo de 2023, el entrenador Pál Dárdai lo colocó como titular en la última fecha de la Bundesliga, estuvo los 90 minutos en cancha y derrotaron 1-2 a VfL Wolfsburgo. Disputó su primer juego oficial con 18 años y el dorsal número 41.
Para la 2. Bundesliga 2023-24 fue considerado como primera opción en el plantel absoluto, en los primeros 3 partidos jugó de pivote y perdieron los 3, en la fecha 4 fue defensa central y ganaron 5-0.
Debido a una lesión estuvo sin jugar durante septiembre y casi todo octubre. El 24 de noviembre convirtió su primer gol oficial, fue en la jornada 14 contra Hannover 96, en lo que fue el empate 2-2.
A finales de marzo de 2025 sufrió una lesión al defender la sub-20 alemana, que lo apartó de las canchas por el resto del año.

## Selección nacional
Pascal ha sido parte de la selección de Alemania en las categorías sub-17, sub-18, sub-19 y sub-20.
Debutó con los Teutones el 6 de agosto de 2021, fue en un amistoso contra la sub-17 de Polonia, jugó como titular y ganaron 10-1.

## Estadísticas

### Clubes
Actualizado al último partido citado el 16 de marzo de 2025.
| Club                     | Div.          | Temporada     | Liga  | Liga  | Liga   | Copas nacionales | Copas nacionales | Copas nacionales | Copas internacionales | Copas internacionales | Copas internacionales | Total | Total | Total  |
| Club                     | Div.          | Temporada     | Part. | Goles | Asist. | Part.            | Goles            | Asist.           | Part.                 | Goles                 | Asist.                | Part. | Goles | Asist. |
| ------------------------ | ------------- | ------------- | ----- | ----- | ------ | ---------------- | ---------------- | ---------------- | --------------------- | --------------------- | --------------------- | ----- | ----- | ------ |
| Hertha Berlín · Alemania | 1.ª           | 2022-23       | 1     | 0     | 0      | -                | -                | -                | —                     | —                     | —                     | 1     | 0     | 0      |
| Hertha Berlín · Alemania | 2.ª           | 2023-24       | 22    | 1     | 0      | 3                | 0                | 0                | —                     | —                     | —                     | 16    | 1     | 0      |
| Hertha Berlín · Alemania | 2.ª           | 2024-25       | 24    | 0     | 3      | 3                | 0                | 0                | —                     | —                     | —                     | 27    | 0     | 3      |
| Hertha Berlín · Alemania | 2.ª           | 2025-26       | 0     | 0     | 0      | -                | -                | -                | —                     | —                     | —                     | 0     | 0     | 0      |
| Hertha Berlín · Alemania | Total club    | Total club    | 47    | 1     | 3      | 6                | 0                | 0                | 0                     | 0                     | 0                     | 53    | 1     | 3      |
| Total carrera            | Total carrera | Total carrera | 47    | 1     | 3      | 6                | 0                | 0                | 0                     | 0                     | 0                     | 53    | 1     | 3      |
| 1.                       |               |               |       |       |        |                  |                  |                  |                       |                       |                       |       |       |        |

### Selección
Actualizado al último partido citado el 24 de marzo de 2025.
| Selección         | Temporada         | Continental | Continental | Continental | Mundial | Mundial | Mundial | Amistosos | Amistosos | Amistosos | Total | Total | Total  |
| Selección         | Temporada         | Part.       | Goles       | Asist.      | Part.   | Goles   | Asist.  | Part.     | Goles     | Asist.    | Part. | Goles | Asist. |
| ----------------- | ----------------- | ----------- | ----------- | ----------- | ------- | ------- | ------- | --------- | --------- | --------- | ----- | ----- | ------ |
| Sub-17 · Alemania | 2021-22           | -           | -           | -           | —       | —       | —       | 3         | 0         | 0         | 3     | 0     | 0      |
| Sub-17 · Alemania | Total sel.        | 0           | 0           | 0           | 0       | 0       | 0       | 3         | 0         | 0         | 3     | 0     | 0      |
| Sub-18 · Alemania | 2022              | —           | —           | —           | —       | —       | —       | 2         | 0         | 0         | 2     | 0     | 0      |
| Sub-18 · Alemania | 2023              | —           | —           | —           | —       | —       | —       | 1         | 0         | 0         | 1     | 0     | 0      |
| Sub-18 · Alemania | Total sel.        | 0           | 0           | 0           | 0       | 0       | 0       | 3         | 0         | 0         | 3     | 0     | 0      |
| Sub-19 · Alemania | 2023-24           | 5           | 0           | 2           | —       | —       | —       | 2         | 0         | 0         | 7     | 0     | 2      |
| Sub-19 · Alemania | Total sel.        | 5           | 0           | 2           | 0       | 0       | 0       | 2         | 0         | 0         | 7     | 0     | 2      |
| Sub-20 · Alemania | 2024              | —           | —           | —           | —       | —       | —       | 6         | 0         | 0         | 6     | 0     | 0      |
| Sub-20 · Alemania | 2025              | —           | —           | —           | —       | —       | —       | 1         | 0         | 0         | 1     | 0     | 0      |
| Sub-20 · Alemania | Total sel.        | 0           | 0           | 0           | 0       | 0       | 0       | 7         | 0         | 0         | 7     | 0     | 0      |
| Total selecciones | Total selecciones | 5           | 0           | 2           | 0       | 0       | 0       | 15        | 0         | 0         | 20    | 0     | 2      |
| 1.                |                   |             |             |             |         |         |         |           |           |           |       |       |        |